# Černozemel'skij rajon
Il Černozemel'skij rajon (in russo Черноземельский район?, lingua calmucca: Хар Һазра район) è un municipal'nyj rajon della Repubblica autonoma di Calmucchia, nella Russia europea. Istituito nel 1951, occupa una superficie di circa 14.192 chilometri quadrati, ha come capoluogo Komsomol'skij e ospita una popolazione di 13.034 abitanti.